# 北雪梨議會
33°50′S 151°12′E / 33.833°S 151.200°E

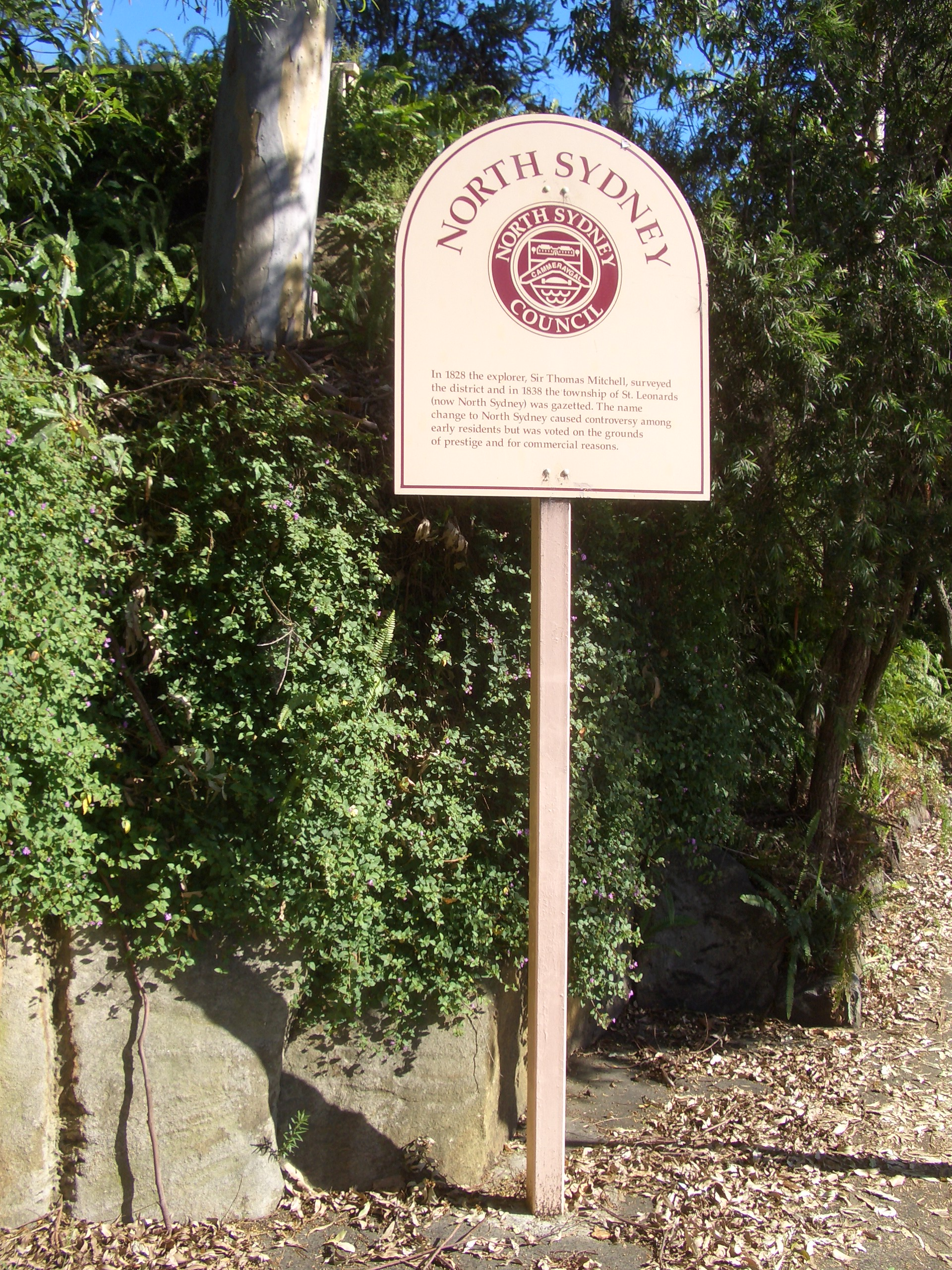
北雪梨市徽

北雪梨議會是澳大利亞新南威爾斯州雪梨北岸的一個地方政府區域。

## 議會
北雪梨議會有議席12座，分由4個選區，各選出3位議員，市長為直選。